# 貞永信義
貞永 信義（さだなが のぶよし、1929年2月7日 - 2003年2月11日）は、日本の陸上競技選手、陸上指導者。現役時代の専門は長距離走。

## 来歴
山口県出身。
19歳で青年団の駅伝競技に出た際に区間を終える直前に抜かれた悔しさから陸上競技に取り組む。1950年にカネボウに入社し、カネボウ陸上競技部（現・花王陸上競技部）に所属した。
1957年に第6回別府大分毎日マラソンで優勝。1958年には、アジア競技大会（東京）のマラソンで銅メダルを獲得し、栃木県をコースとしていた第12回朝日国際マラソンでは、3年前に優勝したフィンランドのヴェイッコ・カルボネンをゴールの競技場での競り合いで抜き、2時間24分01秒のタイムで初優勝した。
1960年ローマオリンピックのマラソン代表に選ばれたが、本番では2時間35分11秒のタイムで46位に終わる。 
生涯で75回フルマラソンに出場し、74回完走した。46歳まで現役を続けた。その傍ら1963年にカネボウ陸上競技部監督に就任し、伊藤国光・早田俊幸・鎌田俊明らを指導した。
1970年に始まった防府読売マラソンには創設から関与し、大会役員などを務める一方で第1回には10キロ壮年の部、第5回にはフルマラソンの部にそれぞれ出場し、後者では2時間33分33秒のタイムで29位になっている。
防府市の貞永のもとには、大韓民国の長距離選手がしばしば合宿に訪れた。1992年バルセロナオリンピック男子マラソン金メダリストの黄永祚もその一人で、オリンピックで優勝した際に黄のコーチは「（優勝の）秘密なんかありません。貞永さんに教えてもらったんですから」とコメントした。
2003年2月11日、防府市内の自宅近くにある温泉で入浴中に倒れ、病院に搬送されたが急性心臓病により死去。
防府市の市内一周駅伝競走大会と同時に開催される中学生を対象に行われる駅伝大会は、防府市立右田中学校出身の貞永の名を冠して「貞永杯中学校駅伝競走大会」と命名されている。